# Bitwa pod Gemauerthof
Bitwa pod Gemauerthof – starcie zbrojne, które miało miejsce 16 lipca 1705 roku podczas Wielkiej Wojny Północnej.
Bitwa została stoczona w okolicach wsi Gemauerthof (80 km na południowy zachód od Rygi, na terenie dzisiejszej Łotwy). Armia szwedzka (około 5 500 żołnierzy) dowodzona przez Adama Lewenhaupta pobiła armię rosyjską (około 10 000 żołnierzy) dowodzoną przez Borysa Szeremietewa. Szwedzi stracili 800 zabitych i 1 000 rannych, natomiast Rosjanie stracili 2 000 – 6 000 zabitych. Pomimo efektownego zwycięstwa Szwedów mający ogromną przewagę liczebną Rosjanie opanowali w sierpniu Kurlandię.